# Rózsa Tünde
Rózsa Tünde (Balassagyarmat, 1939. november 3. –) textilművész, ruhatervező.

## Pályafutása
1959–1964 között a Magyar Iparművészeti Főiskola textil szakján kezdte pályafutását. Mesterei Gerzson Pál festőművész, Molnár Béla festőművész, grafikus és Balogh Rozália voltak. 1964–1967 között a Váci Kötöttárugyár tervezője volt, majd 1967 és 1981 között az OKISZ Labor modell- és ruhatervezője, 1981–1984 között a Fővárosi Ruházati Szolgáltató Vállalat tervezőjeként dolgozott, 1984 és 1993 között pedig a Modex Külker cégnél folytatta tovább pályafutását. Ez idő alatt ő volt a vállalat művészeti vezetője. Ez a cég 1956-ban a Hungarotex Darabáru Főosztályából alakult ki. Emellett szakíróként és divattanácsadóként is tevékenykedett. Számos hazai és külföldi divatbemutató és szakkiállítás résztvevője volt (1985: Kuvait, 1987: Moszkva, 1988: San Francisco, Los Angeles, 1989: Lyon, 1990: Koppenhága).
Rózsa Tünde élete során számos elismerő díjban részesülhetett. 1965-ben az Év legszebb terméke díját ő kapta a Budapesti Nemzetközi Vásár elismerése címmel. 1981-ben Szombathelyen a Savaria Múzeumban Ipari Textilművészeti Biennálén elismerő oklevelet kapott.

## Munkássága
Rózsa Tünde munkáiban elsősorban a népi viselet jelenik meg, mint például a kalocsai népmotívumok. Ruhái letisztultak, az egyszerűséget szimbolizálják, legtöbb esetben az alapszíneket alkalmazza: kék, fehér vagy akár a piros is. A legegyszerűbb díszítési módot alkalmazza, elsősorban a kar-, illetve a mellrészeknél vannak kisebb-nagyobb motívumok. Letisztult ruhái leginkább alkalmi viseletre alkalmazhatóak: bálokon, esküvőkön való megjelenésünknek ékes darabjai lehetnek. Estélyi ruhák mellett munkáiban megjelenik a kosztüm viseletének szoknyával, illetve nadrággal kombinált változata. Ezekre is elsősorban az egyszerűség, letisztultság jellemző, alapvetően a kék, piros és fehér színek dominálnak. Kerüli a csillogást, az erős színek alkalmazását. Itt már kiegészítőkkel is találkozhatunk, melyek az adott kor stílusának megfelelően szolgálhatnak kellékként.